# Tour of Vietnam
Die Tour of Vietnam (offiziell: ADC Tour of Vietnam; deutsch: Vietnam-Rundfahrt) ist ein Straßenradrennen in der Sozialistischen Republik Vietnam. 
Die Tour of Vietnam ist ein Etappenrennen, das erstmals 2012 zur Feier des zwanzigjährigen Bestehens des nationalen Radsportverbandes ausgetragen wurde. Damit war es das erste internationale Radrennen überhaupt in diesem Land. Organisiert wird es vom vietnamesischen Radsportverband. Die Rundfahrt findet im Dezember statt. Sie ist ein Teil der UCI Asia Tour und ist in die Kategorie 2.2 eingestuft. Die fünf Etappen verliefen bei der ersten Austragung ausschließlich im Süden des Landes rund um Ho-Chi-Minh-Stadt und Cần Thơ. Der Wettbewerb endete mit einem Kriterium in Ho-Chi-Minh-Stadt, das allerdings nicht zur Gesamtwertung zählte.
Die erste Auflage konnte 2012 En Huang aus China vor dem Einheimischen Hưng Mai Nguyễn und dem Iraner Mohamad Rajablou gewinnen.

## Sieger
- 2012  En Huang